# 비보르 FF

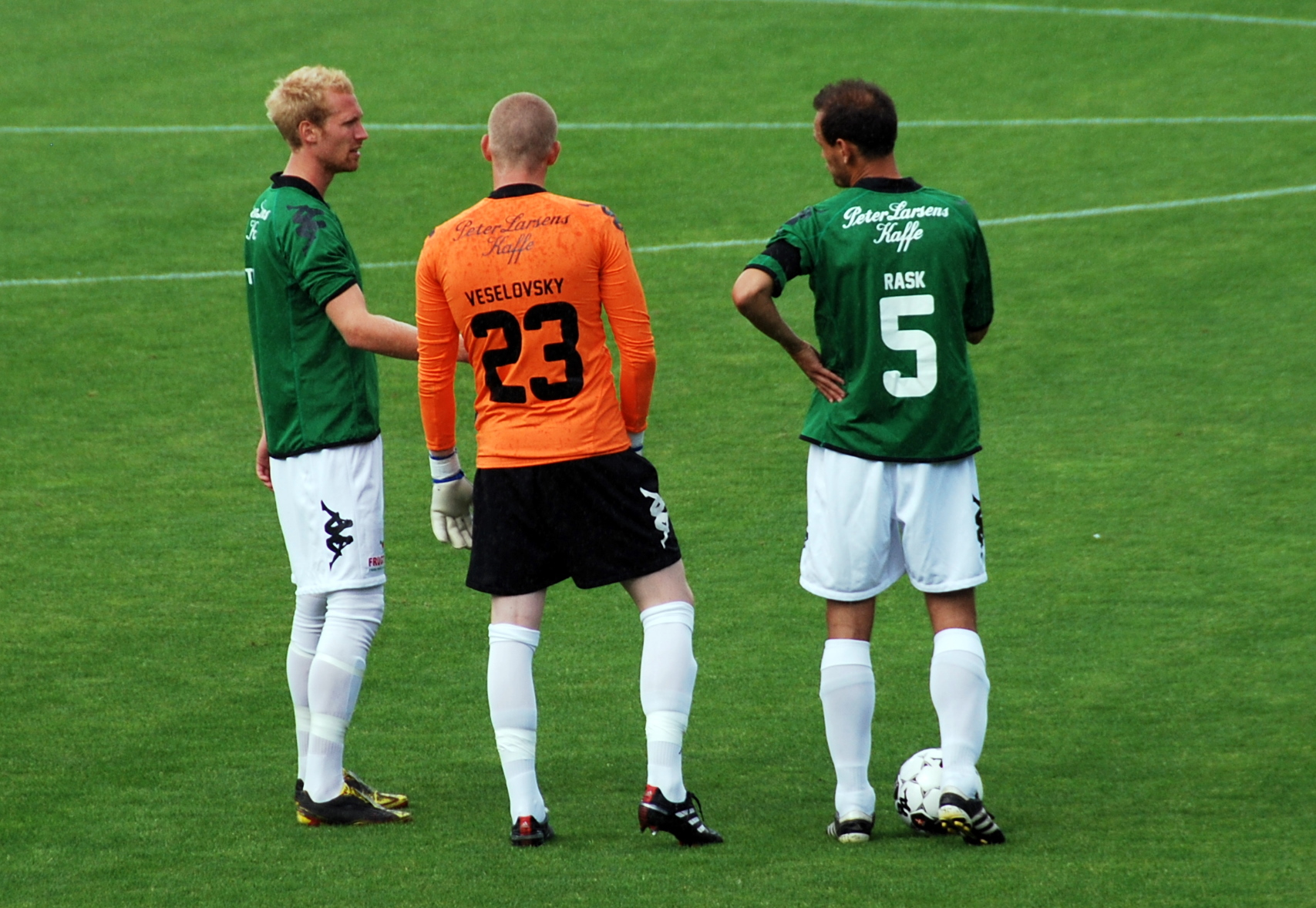

비보르 FF(Viborg FF)는 비보르를 연고로 하는 덴마크의 축구 클럽이며 현재는 덴마크 1부 리그에서 뛰고 있다.

## 역대 성적
- 덴마크 컵 우승 1회 (1999-2000)
- 덴마크 슈퍼컵 우승 1회 (2000)

## 선수 명단

### 현역
참고: FIFA 자격 규정에 따라 소속된 국가대표팀 국기를 표시합니다. 선수는 복수의 FIFA 비회원국 국적을 가지고 있을 수 있습니다.
| 번호 | 포지션 | 국적       | 이름            |
| ---- | ------ | ---------- | --------------- |
| 4    | DF     |            | 니콜라스 뷔르지 |
| 5    | DF     | 슬로베니아 | 얀 잘레텔       |
| 7    | FW     | 카보베르데 | 세르지뉴        |
| 8    | FW     | 나이지리아 | 이브라힘 사이드 |
| 11   | FW     |            | 레나토 주니오르 |
| 18   | MF     |            | 장 마누엘 음봄  |
| 24   | DF     | 케냐       | 다니엘 안옘베   |

| 번호 | 포지션 | 국적       | 이름            |
| ---- | ------ | ---------- | --------------- |
| 30   | DF     | 슬로베니아 | 스르잔 쿠즈미치 |
| 55   | DF     | 크로아티아 | 스티페 라디치   |